# Galerie Vivienne
Pour les articles homonymes, voir Vivienne.

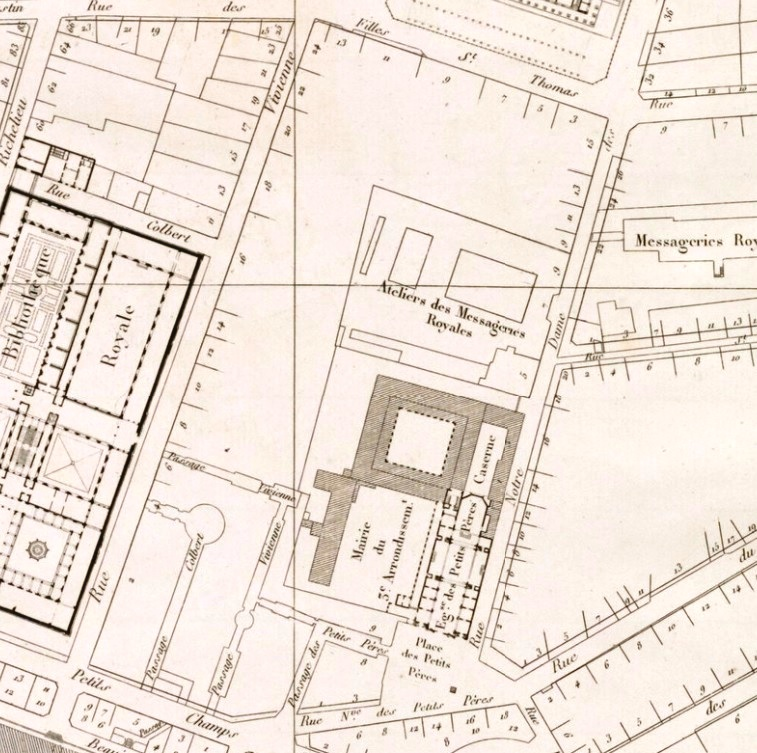
Atlas de Jacoubet : détail montrant la galerie Vivienne avant le percement de la rue de la Banque exécuté en application de l'ordonnance royale du 8 décembre 1844.

La galerie Vivienne (anciennement appelée galerie Marchoux) est un passage couvert situé dans le 2e arrondissement de Paris.
Le passage appartient à une copropriété privée. L'accès-libre est toutefois laissé aux piétons en journée aux horaires d'ouverture au public.

## Situation et accès
D'une longueur de 176 m pour une largeur de 3 m, la galerie est inscrite au titre des monuments historiques depuis le 7 juillet 1974.
Les façades des immeubles sont 4, rue des Petits-Champs ; 5-7, rue de la Banque ; 6, rue Vivienne.
Ce site est desservi par la ligne   à la station de métro Bourse.

## Description
François-Jacques Delannoy conçoit un décor de style pompéien néo-classique recouvert d'une verrière élégante, fait de mosaïques, peintures et sculptures exaltant le commerce. Les travaux de restauration permettent de réhabiliter les caducées, ancres et cornes d'abondance qui ornent les fenêtres en demi-lunes ainsi que les déesses et les nymphes qui décorent la rotonde.

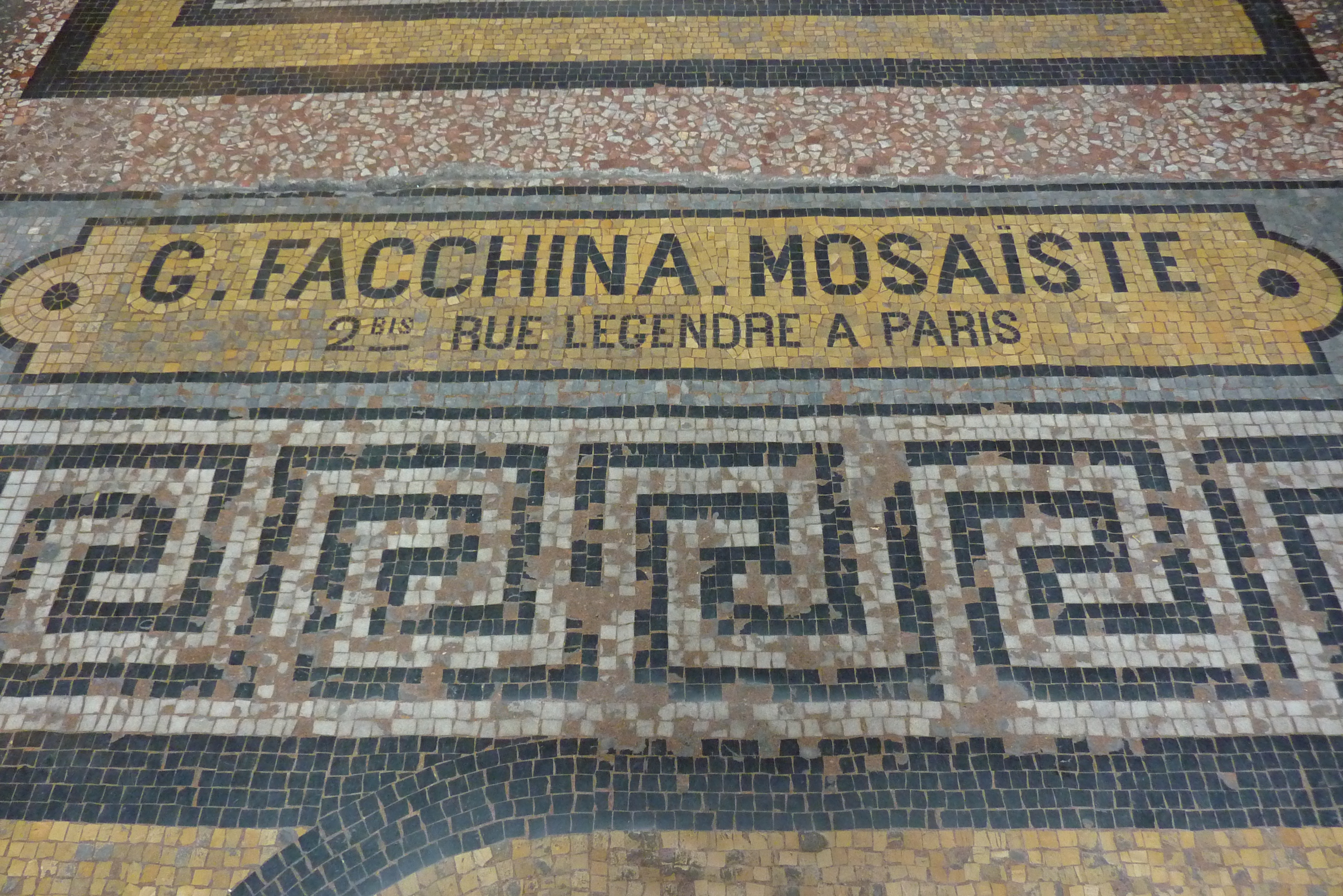
La signature en mosaïque de Facchina.

Les mosaïques du sol, avec fond en terrazzo, sont signées Giandomenico Facchina et Mazzioli. Leur sobriété soulignée par la répétition de formes géométriques simples n'est pas sans rappeler le style des mosaïques de la rue de Rivoli. La grande galerie de 42 m de long est suivie d'une rotonde vitrée avec une coupole en verre hémisphérique, l'ensemble étant d'origine.

## Origine du nom
Cette voie tient son nom de la rue Vivienne qui, elle-même, prend le nom de Louis Vivien, seigneur de Saint-Marc, échevin de Paris (1599).

## Historique

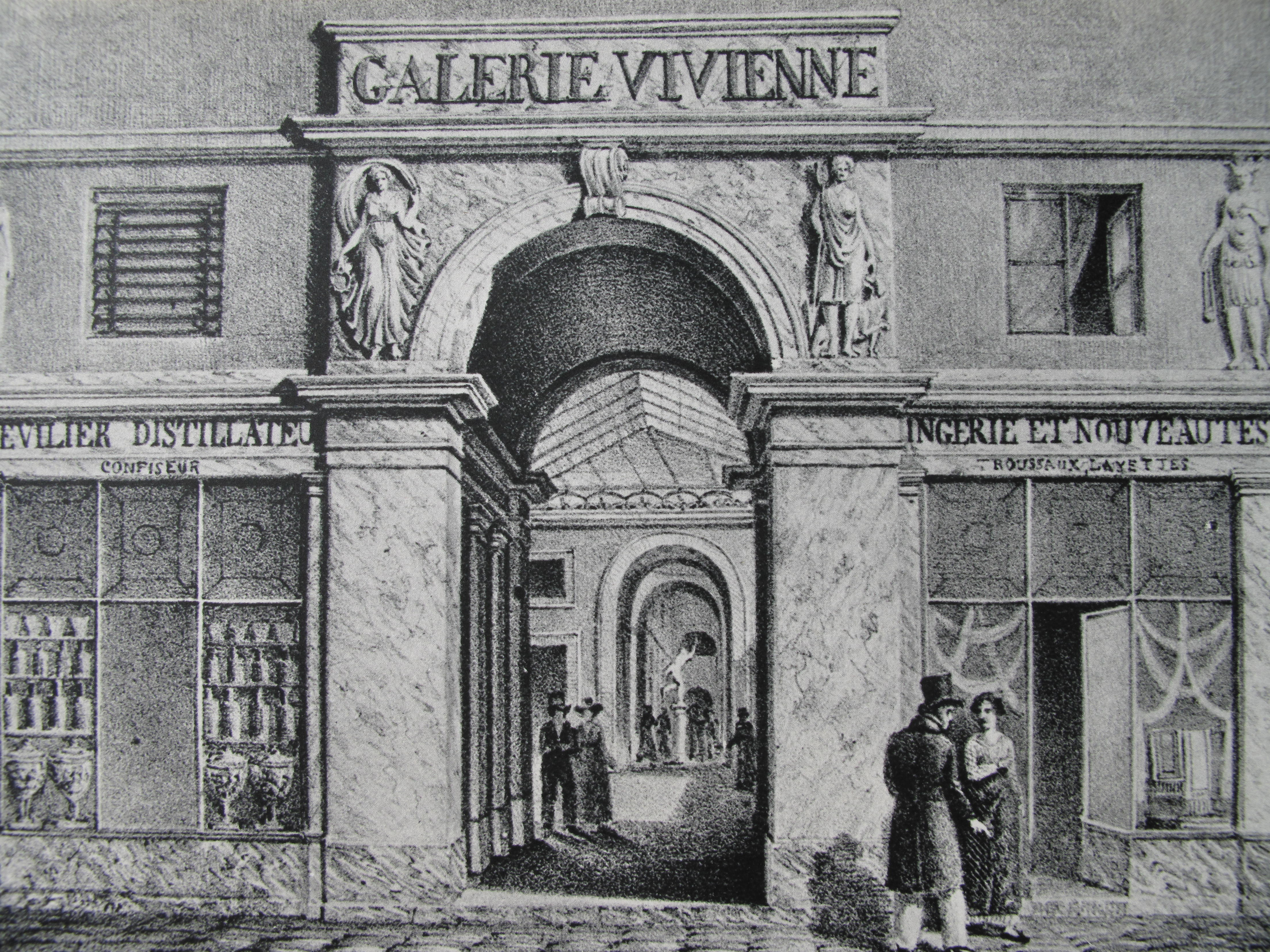
Galerie Vivienne sous la Restauration.

Elle est construite en 1823 par le président de la Chambre des notaires, Marcoux né Louis-Auguste Marchoux (1768-1854), à l'emplacement de l'hôtel Vanel au no 4 bis rue des Petits-Champs, de l’hôtel Baudru de Serrant qu'il achète aux no 2, 2 bis de la rue Vivienne, et d'une autre dans le passage des Petits-Pères. L'architecte en est François-Jacques Delannoy. Inaugurée sous le nom de « Marchoux », elle est rebaptisée « Vivienne » en 1825. Cette galerie tire profit de son emplacement exceptionnel : elle relie les boulevards et un quartier très industrieux. On y trouve tailleurs, bottiers, marchands de vin, la librairie Petit-Siroux fondée en 1829, merciers, opticiens (la maison Soleil), bonnetiers, verriers, restaurateurs, confiseurs, marchands d'estampes. On y trouve aussi du spectacle avec le Cosmorama, transféré là en 1828 depuis l'ancienne galerie de bois du Palais-Royal. Cependant selon Kermel (1833) son plafond bas brise la perspective, elle est étroite et les marchandises ne sont pas de luxe. Pourtant c'est l'un des passages les plus fréquentés de la ville,.
Elle est léguée par Anne Sophie « Ermance » Marchoux en 1859 à l'Institut de France, pour que ses revenus subventionnent les artistes titulaires du prix de Rome. Ermance Marchoux (1809-1870) était artiste et sculptrice, elle est l'auteure des deux statues qui encadrent l'entrée de la galerie. Elle avait épousé en 1836 Camille Decaen, le fils du général Decaen.
Situé entre le Palais Royal, en déclin, la Bourse et les Grands Boulevards, ce passage connaît un succès considérable jusqu'à la fin du Second Empire. Mais la galerie perd un peu de son attrait avec le déménagement des commerces prestigieux vers la Madeleine et les Champs-Élysées et notamment à cause de la révolution haussmannienne.
Aucun autre ne se trouve mieux placé que lui pour être un foyer brûlant de circulation et d'activité. L'escalier monumental du no 13 conduit à l'ancienne demeure de Vidocq après sa disgrâce. Cet ancien bagnard était devenu chef d'une brigade de police formée d'anciens malfaiteurs.
La galerie Vivienne résiste au départ du duc d'Orléans, devenu Louis-Philippe, pour les Tuileries. Toutefois, en 1880 s'installe une épicerie qui deviendra les caves Legrand, ouvertes sur la galerie et sur la rue de la Banque.
En 1882, au 32-34, se tient le siège du Journal des artistes fondé par Alphonse Bouvret ; en 1888, Maurice Bouchor y inaugure le Petit-Théâtre de marionnettes ; puis le lieu devient après 1894, le théâtre lyrique de la galerie Vivienne.
En 1891, un incendie au no 43 de la galerie cause la mort de trois personnes.
En 1926, un arrêté déclasse la galerie de l'inventaire supplémentaire des Monuments Historiques, la menaçant ainsi de démolition. Elle subsiste néanmoins.

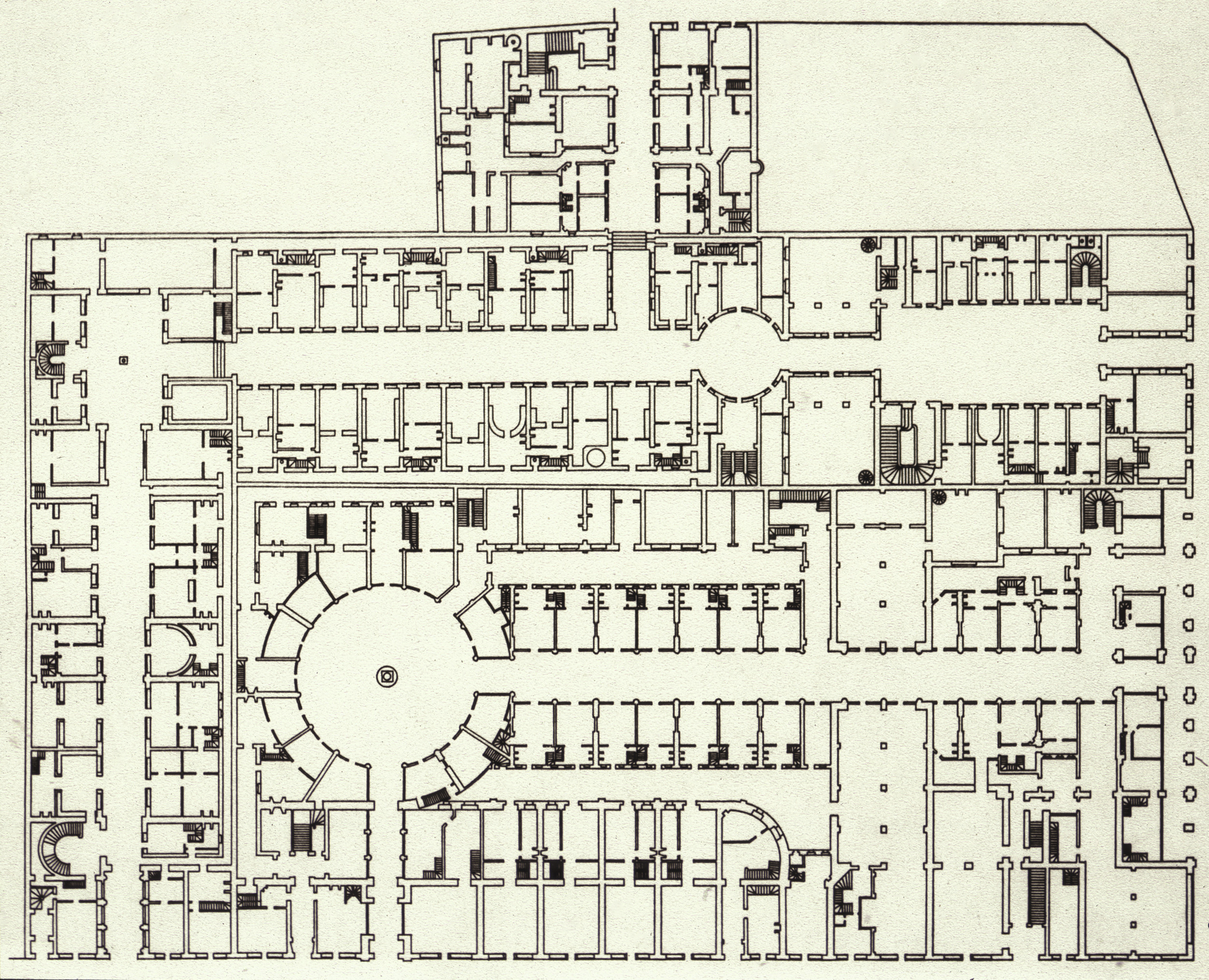
Galeries Colbert et Vivienne,
plan de masse.

Il y a une concurrence historique avec la galerie Colbert se trouvant à proximité,. En crise dans les années 1960, les boutiques ferment alors une après l'autre, avant d'être rachetées par une artiste, Huguette Spengler, qui les transforme en autant d'installations artistiques oniriques. Depuis 1980, la galerie est redevenue très active. Elle présente des boutiques de mode et de décoration, des défilés de haute couture s'y tiennent. L'installation de Jean-Paul Gaultier, aujourd'hui parti, et de Yuki Torii, en 1986, permet la résurrection de la galerie. Celle-ci héberge aujourd'hui des cafés et de nombreuses boutiques de prêt-à-porter et d'objets décoratifs.[réf. nécessaire]
Divers travaux sont entrepris à la fin du XXe siècle, menés par l'architecte Marc Saltet.
Une rénovation d'ampleur en 2016 suscite la polémique, notamment chez des commerçants de la galerie et dans le milieu de l'art ; l'ancien ministre de la Culture Jack Lang dénonce son caractère destructeur ne respectant pas l'intégrité du lieu,,
Le 12 septembre 2019, la galerie est jumelée avec les célèbres Galeries royales Saint-Hubert de Bruxelles.
| Les trois entrées de la galerie Vivienne : à gauche, l'entrée rue Vivienne, au centre celle de la rue des Petits-Champs et à droite l'entrée rue de la Banque. |  | Les trois entrées de la galerie Vivienne : à gauche, l'entrée rue Vivienne, au centre celle de la rue des Petits-Champs et à droite l'entrée rue de la Banque. |  | Les trois entrées de la galerie Vivienne : à gauche, l'entrée rue Vivienne, au centre celle de la rue des Petits-Champs et à droite l'entrée rue de la Banque. |
| Les trois entrées de la galerie Vivienne : à gauche, l'entrée rue Vivienne, au centre celle de la rue des Petits-Champs et à droite l'entrée rue de la Banque. |  | |  | |

Quelques détails décoratifs et architecturaux
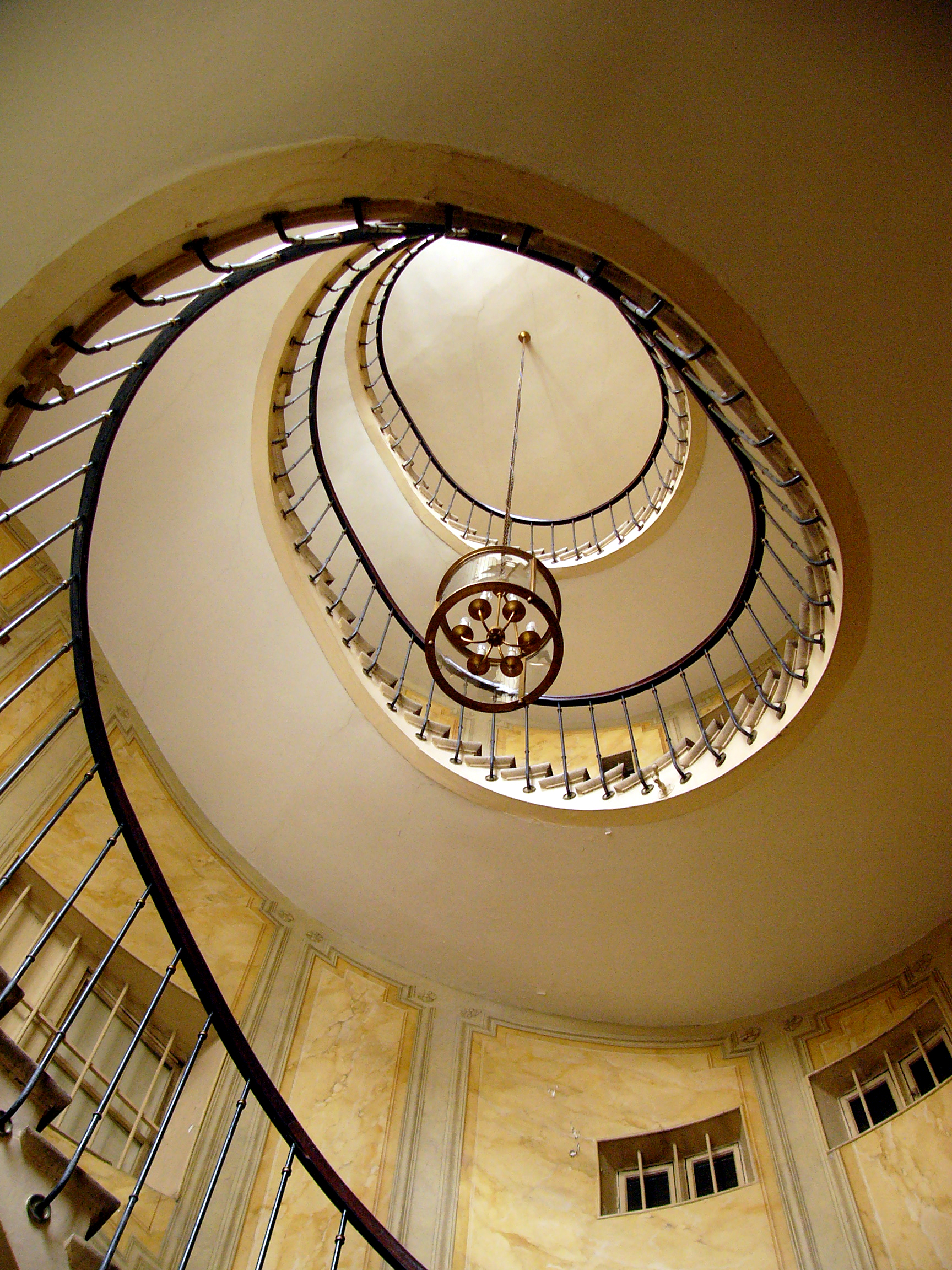
Escalier de la galerie.
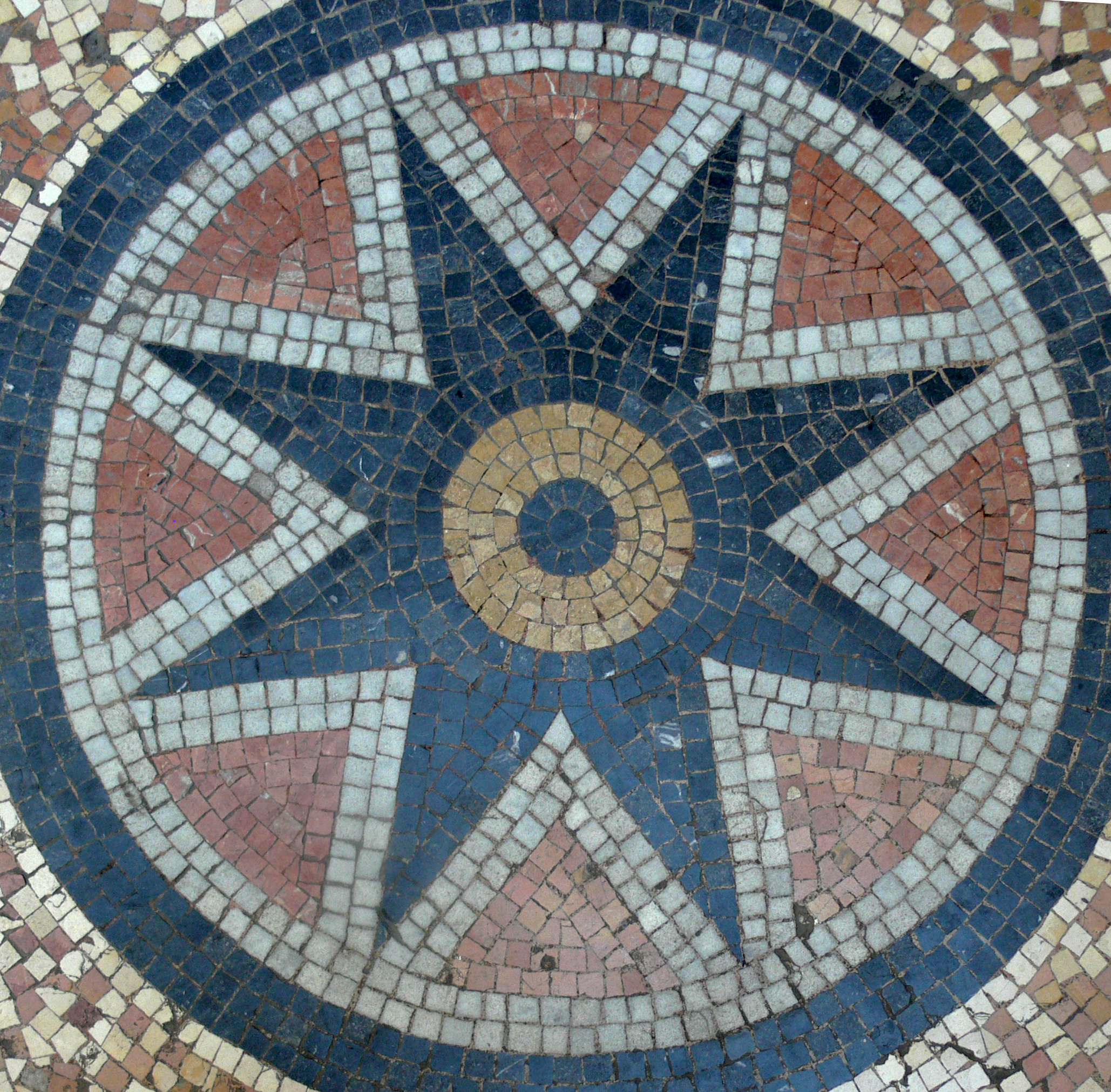
Mosaïque au sol.
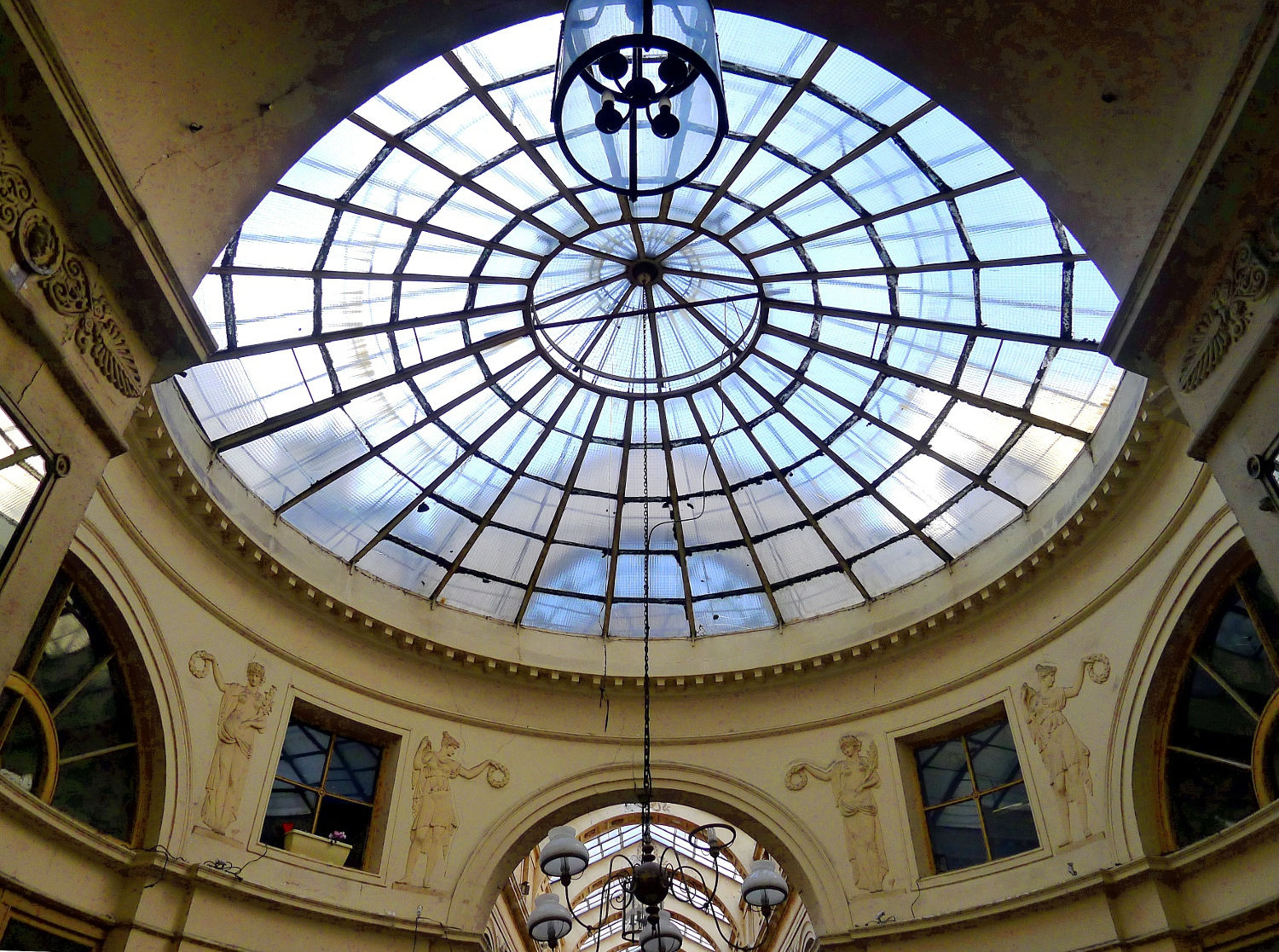
Rotonde et coupole.
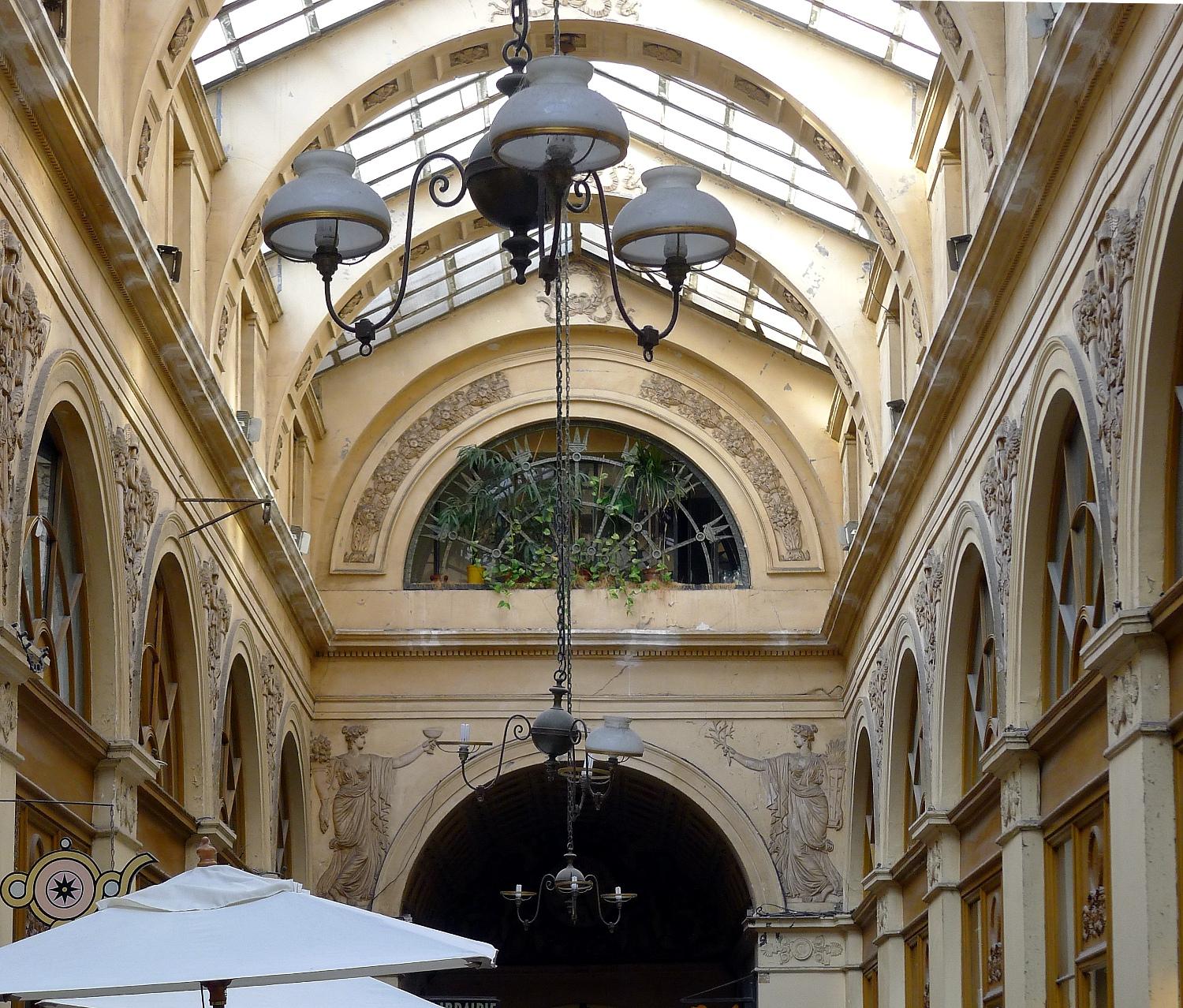
Détails architecturaux.
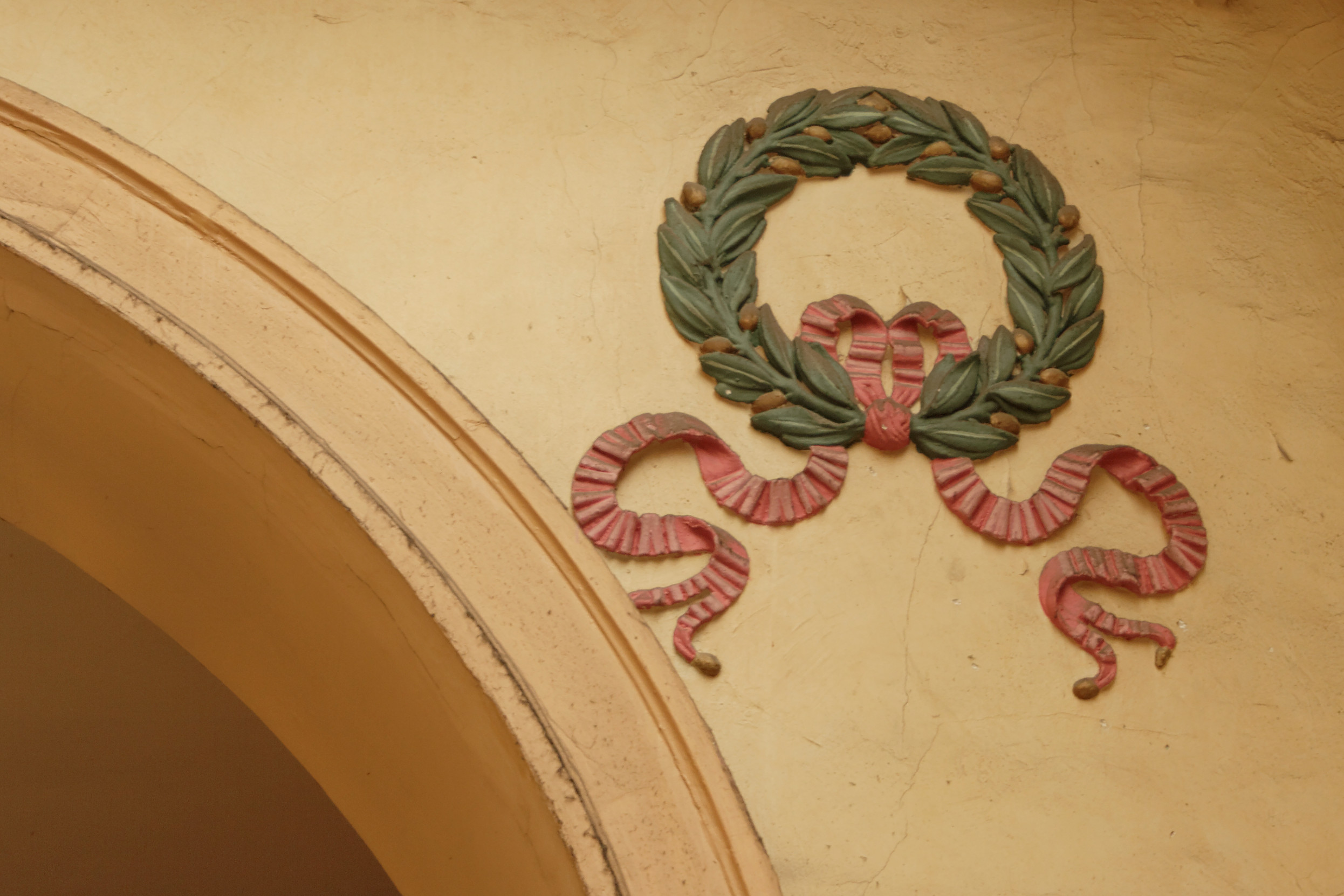
Décor mural.

Quelques boutiques
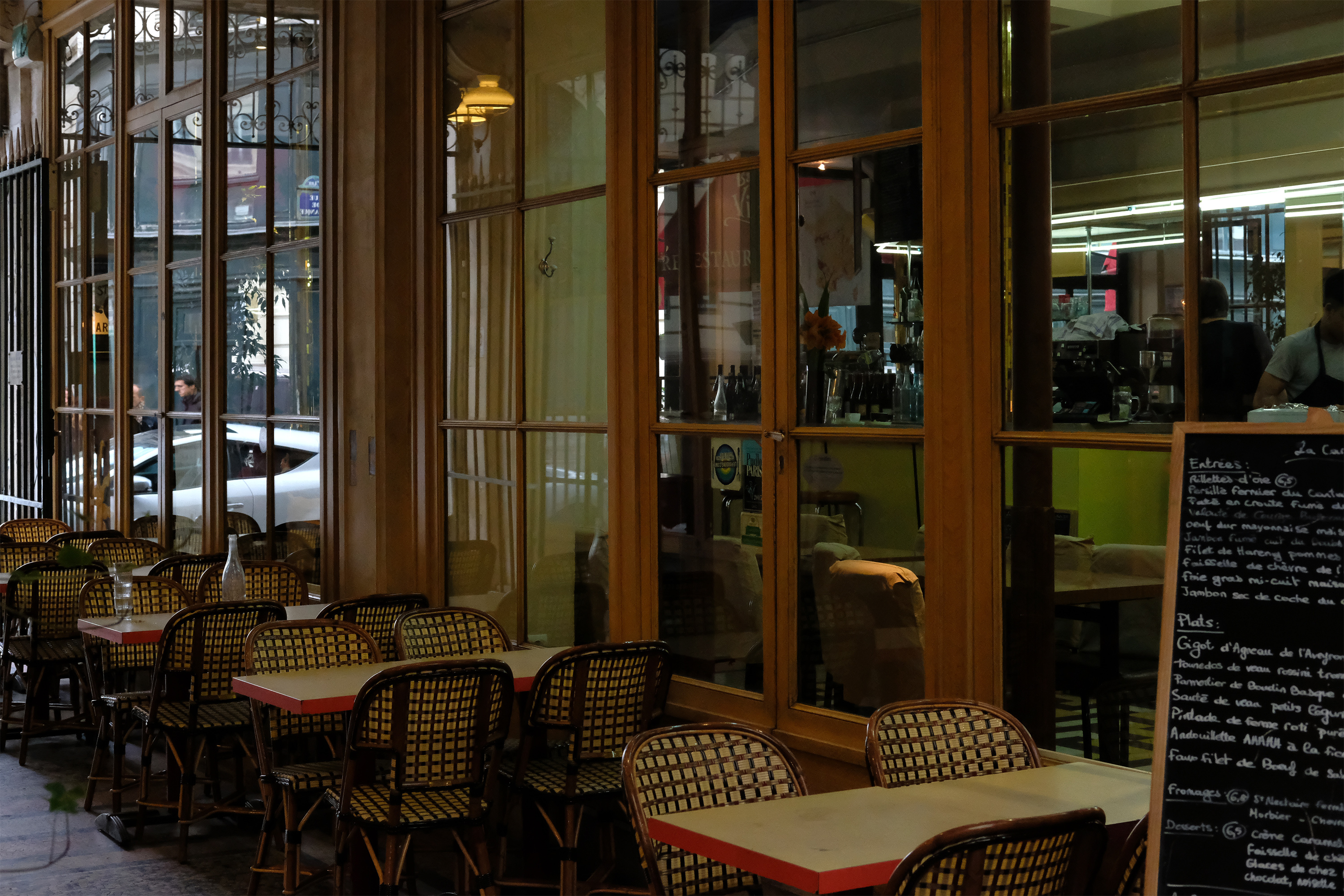
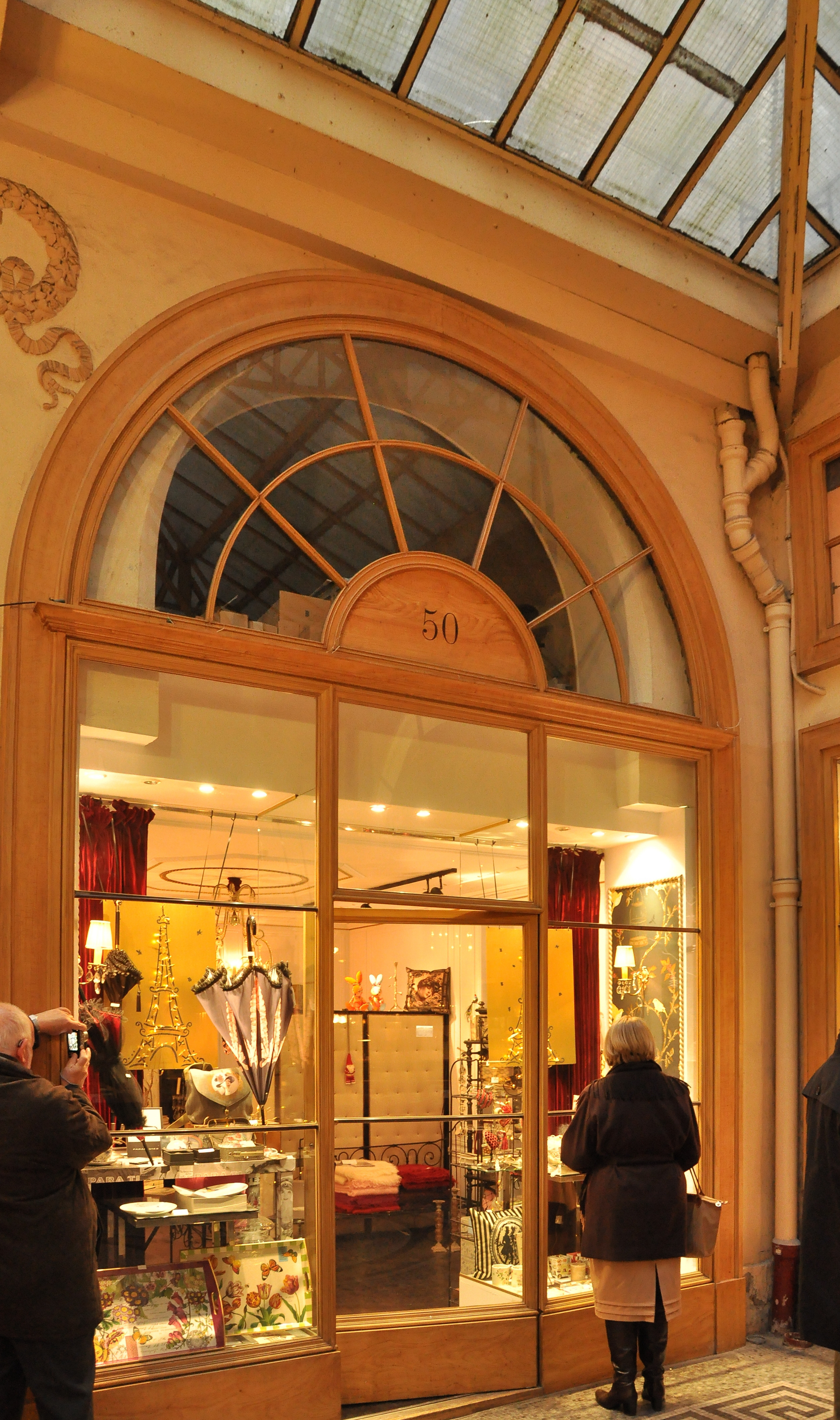
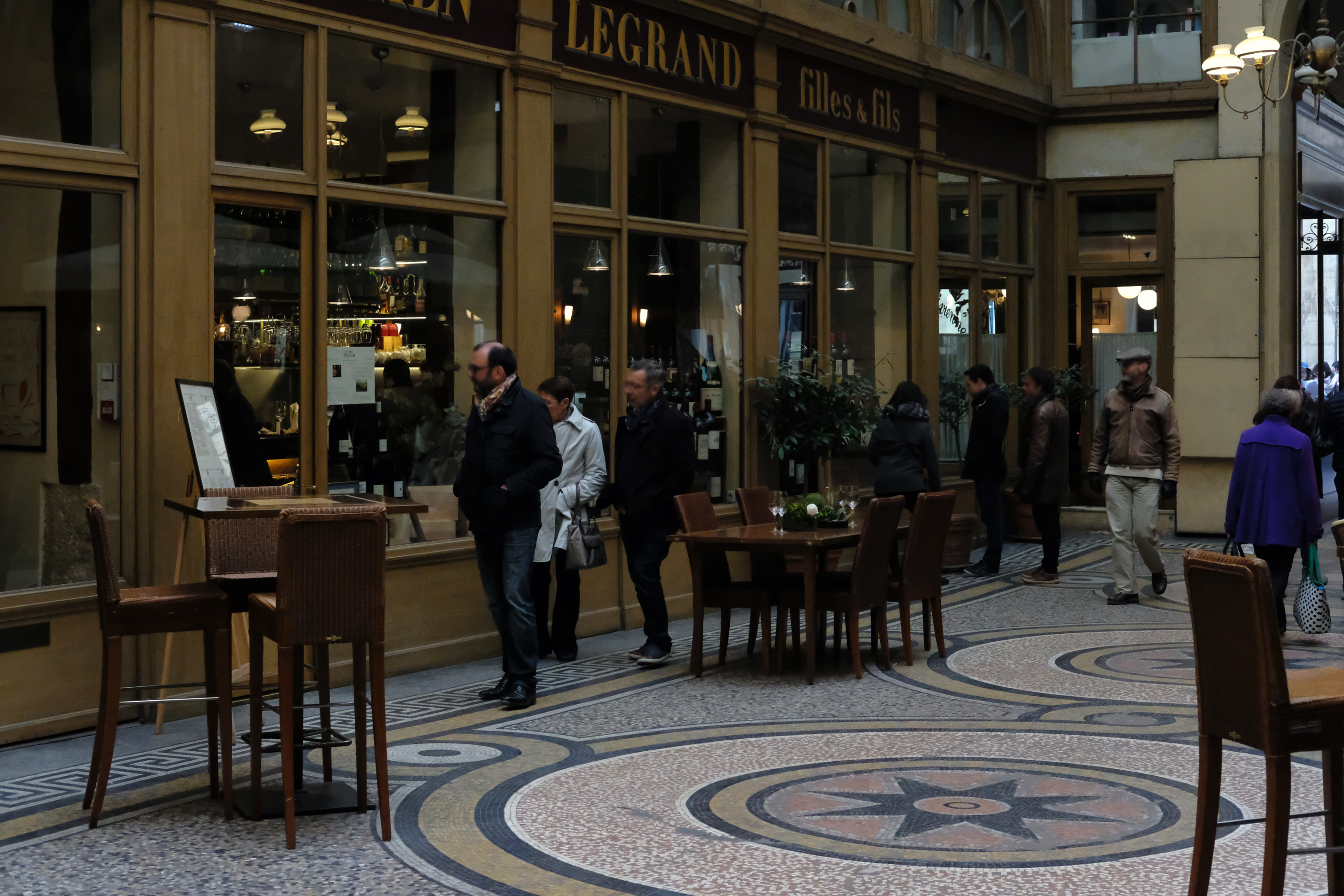

## Décoration
L’architecte reprend le vocabulaire du style Empire : pilastres, arcs et corniches. Il ajoute une décoration symbolisant la richesse (cornes d'abondance), la réussite (couronnes de laurier, gerbes de blé, palmes) et le commerce (caducée d’Hermes). Le sol, qui n’est pas d’origine est de Giandomenico Facchina.

## Bâtiments remarquables et lieux de mémoire
- Kenzō Takada (1939-2020) y a ouvert sa première boutique et présenté son premier défilé à Paris[20].

## Pour approfondir